# Gabriel Berca
Gabriel Berca, né le 12 juin 1968 à Novaci, est un homme politique roumain, membre du Parti démocrate-libéral (PDL) et ancien ministre de l'Intérieur.

## Biographie
Ingénieur diplômé de l'université polytechnique de Bucarest en 1994, il entre dans la haute fonction publique roumaine en 2004. L'année suivante, il est promu préfet du județ de Bacău, tout en suivant une spécialisation à l'Institut national d'administration (INA) et à l'École nationale d'administration française (ENA).
Il est nommé, en mars 2008, secrétaire général du gouvernement roumain et obtient, six mois plus tard, le rang de secrétaire d'État. Devenu sénateur en 2009, il est désigné ministre de l'Administration et de l'Intérieur le 9 février 2012, dans le gouvernement de centre droit de Mihai Răzvan Ungureanu.
Il est remplacé, le 7 mai, par Ioan Rus.